# National Museums Liverpool
National Museums Liverpool, antes National Museums and Galleries on Merseyside, comprende varios museos y galerías de arte en Liverpool (Inglaterra) y sus alrededores. Todos los museos y galerías del grupo son de entrada gratuita. El museo es un organismo público no departamental patrocinado por el Ministerio de Cultura, Medios de Comunicación y Deporte y una organización benéfica exenta según la legislación inglesa.
En la década de 1980, la política local de Liverpool estaba bajo el control del grupo Militant del Partido Laborista. En 1986, los concejales del Militant de Liverpool debatieron el cierre de los museos de la ciudad y la venta de su contenido, en particular de sus colecciones de arte. Para evitarlo, el gobierno conservador nacionalizó todos los museos de Liverpool en virtud de la Orden de Museos y Galerías de Merseyside de 1986, que creó un nuevo organismo fiduciario nacional, National Museums and Galleries de Merseyside. En 2003 cambió su nombre por el de National Museums Liverpool.
Tiene en custodia colecciones multidisciplinares de origen mundial compuestas por más de un millón de objetos y obras de arte. La organización organiza cursos, conferencias, actividades y eventos y ofrece talleres y actividades educativas para escolares, jóvenes y adultos. Sus sedes están abiertas al público los siete días de la semana durante 361 días al año y todas las exposiciones son gratuitas. National Museums Liverpool tiene estatus de organización benéfica y es el único grupo de museos nacionales de Inglaterra con sede totalmente fuera de Londres. Actualmente cuenta con ocho sedes diferentes, una de las cuales se encuentra fuera de Liverpool: la Lady Lever Art Gallery, situada en Port Sunlight.

## Museos y galerías de arte
| Museo                                  | Año Establecido | Estado                        | Especialidades | Imagen |
| -------------------------------------- | --------------- | ----------------------------- | --- | ------ |
| Museo del Mundo                        | 1851            | Abierto                       | Historia antigua, arqueología, etnología, historia natural, espacio y tiempo, ciencia |        |
| Galería de arte Walker                 | 1877            | Abierto                       | Arte: pintura, escultura y artesanía |        |
| Museo Marítimo de Merseyside           | 1980            | Abierto                       | Inmigración, Historia marítima |        |
| La casa del maestro de muelles         | 1983            | Abierto                       | Tiempo de guerra |        |
| Museo Nacional de la Fuerza Fronteriza | 1994            | Abierto                       | El Museo Nacional de la Fuerza de Fronteras (conocido como: "¡Se ha incautado! La frontera y las aduanas al descubierto), que pone de relieve el trabajo de HM Revenue & Customs y la Agencia de Fronteras del Reino Unido, abarcando el contrabando, el crimen y la historia de los impuestos. Se encuentra en la galería del sótano del Museo Marítimo de Merseyside desde mayo de 2008. |        |
| Museo Internacional de la Esclavitud   | 2007            | Abierto, Fase 2 en desarrollo | Aspectos históricos y contemporáneos de la esclavitud |        |
| Galería de arte Lady Lever             | 1922            | Abierto                       | Arte: pintura, escultura y mobiliario |        |
| Casa Sudley                            | 1996            | Abierto                       | arte, moda |        |
| Museo de Liverpool                     | 2011            | Abierto                       | La historia social y cultural de Liverpool. El museo es la continuación del Museo de la Vida de Liverpool, abierto entre 1993 y 2006 |        |
| Centro Nacional de Conservación        | 1996            | Cerrado                       | Arte, ciencia y tecnología de la conservación. Cerrado al público el 17 de diciembre de 2010. Los trabajos de conservación continúan entre bastidores. |        |